# 間伏神社
間伏神社（まぶしじんじゃ）は、長崎県新上五島町間伏郷間伏地区に鎮座する神社である。

## 祭神
天御中主神を主祭神に祀る。

## 歴史

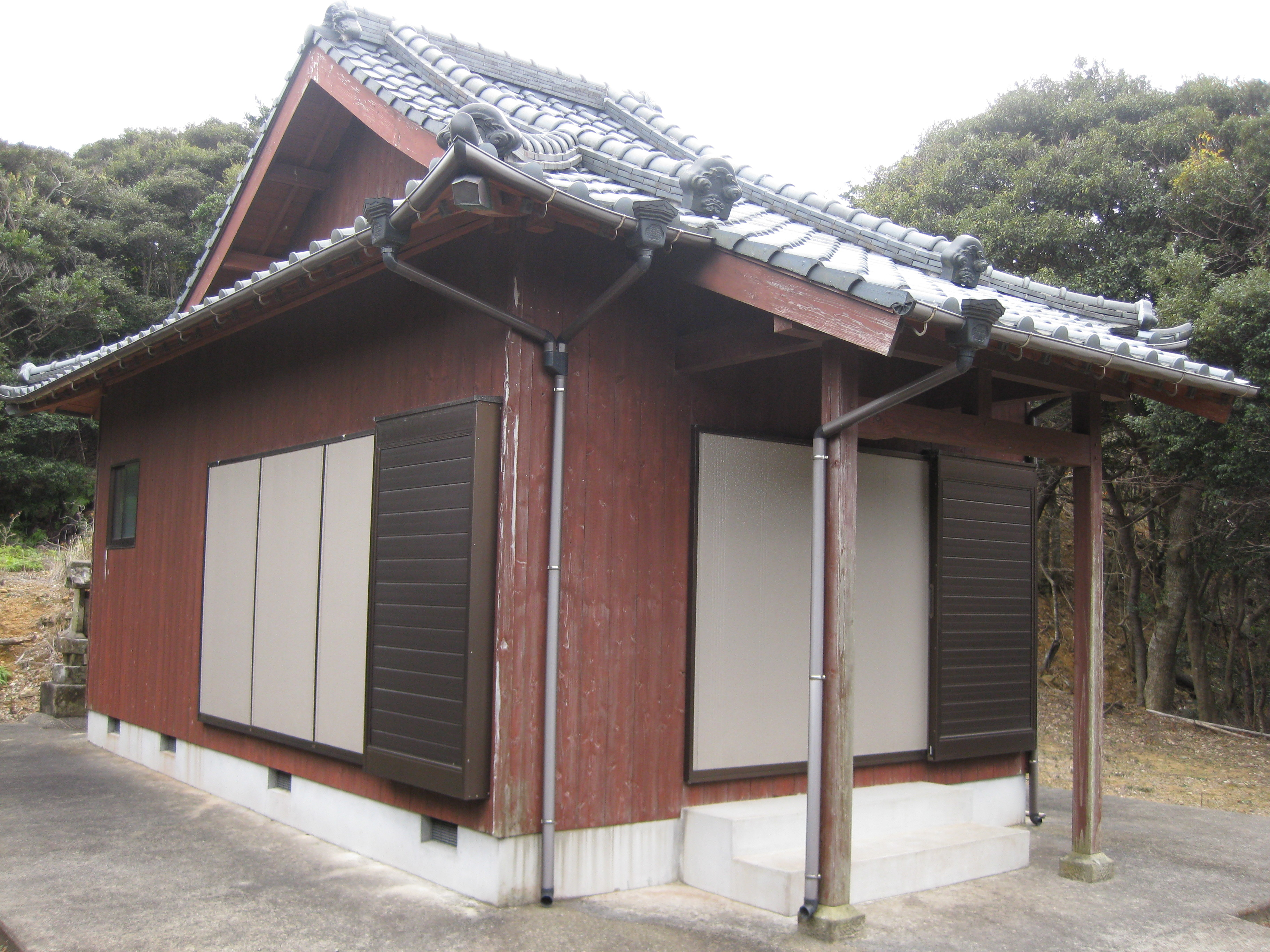
社殿

創建年代は不詳だが、神部地区にあった七頭子宮（現若松神社）より分霊され、「頭子（つもりこ）神社」として創祀されている。
明治7年（1876年）5月、無格社に列せられる。昭和18年（1943年）頃までに、社号が現在のものに改称されている。太平洋戦争中には創建の由緒を同じくする、同郷鵜ノ瀬地区鎮座の穴神神社を合祀し、戦後には再び同地区に奉遷されている。

## 祭祀
主な祭礼・神事
- 例大祭（4月5日）

## 境内社

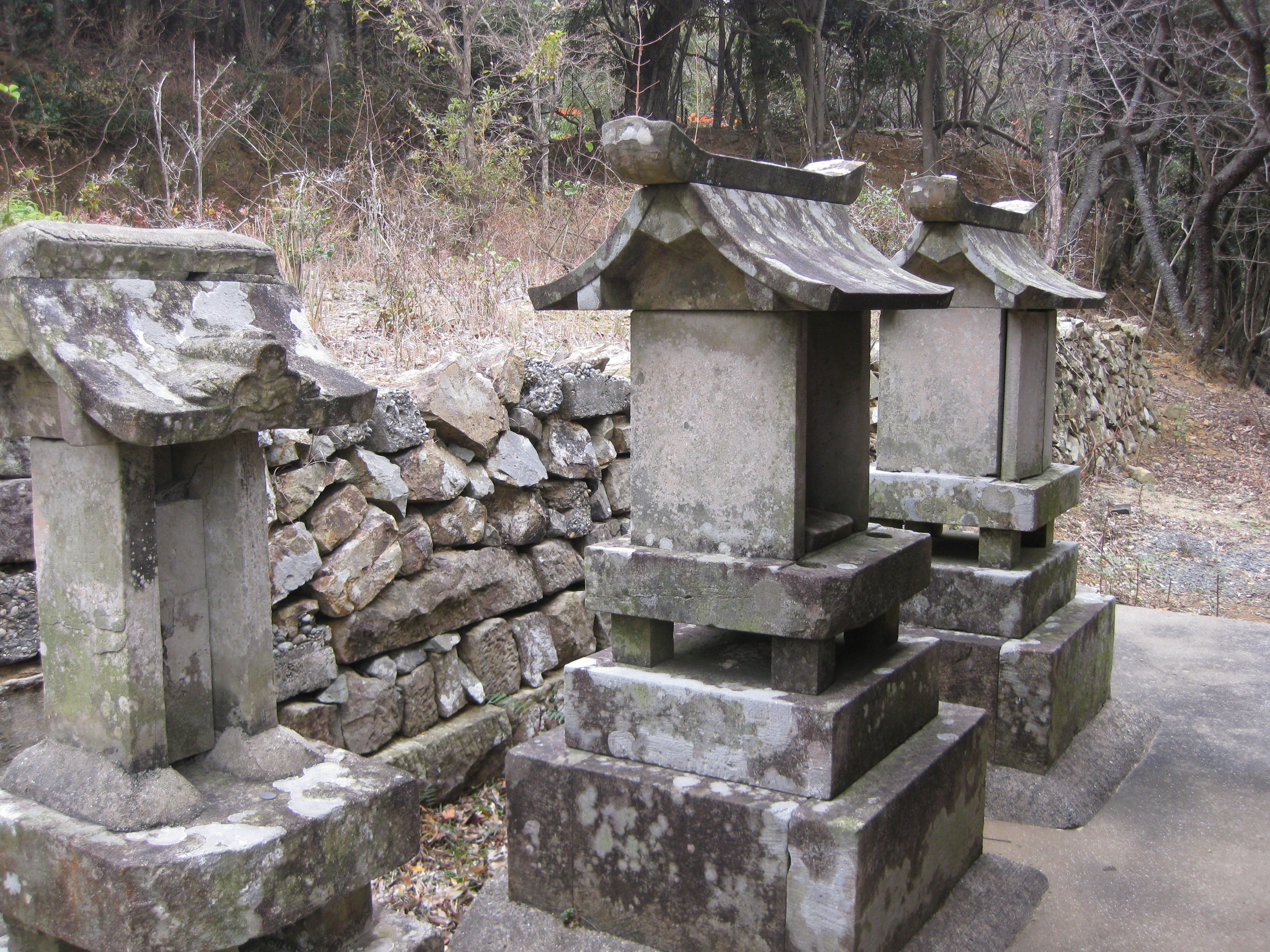
境内社

由緒は不明だが、社殿裏に3基の石祠が並ぶ。

## その他の神社
その他の間伏郷の神社に、若山地区・白鳥神社、鵜ノ瀬地区・穴神神社、筒ノ浦地区・筒ノ浦神社、石司地区・石司神社、瀧川原地区・瀧川原神社がある。

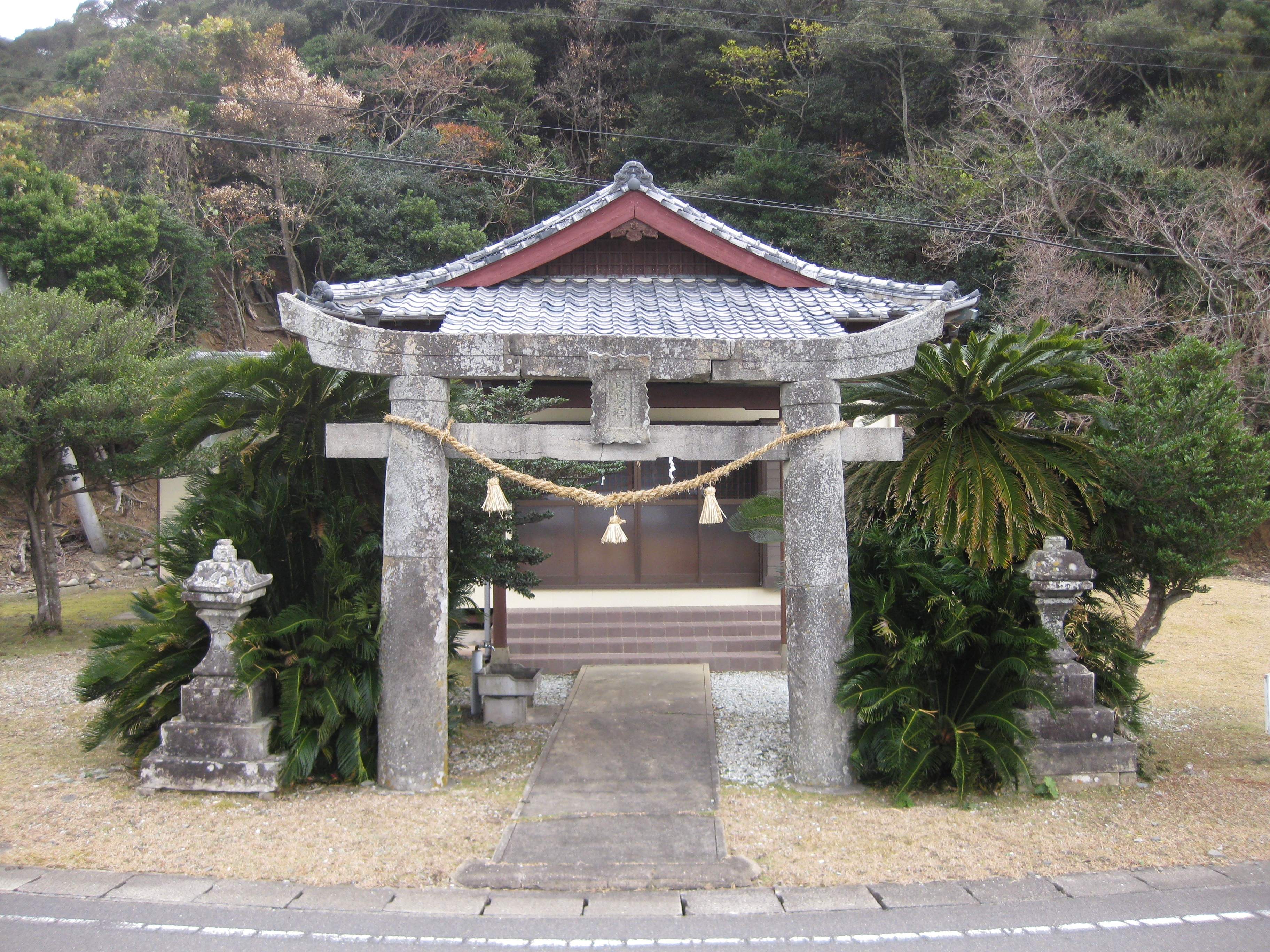
白鳥神社